# Mástil de los Italianos

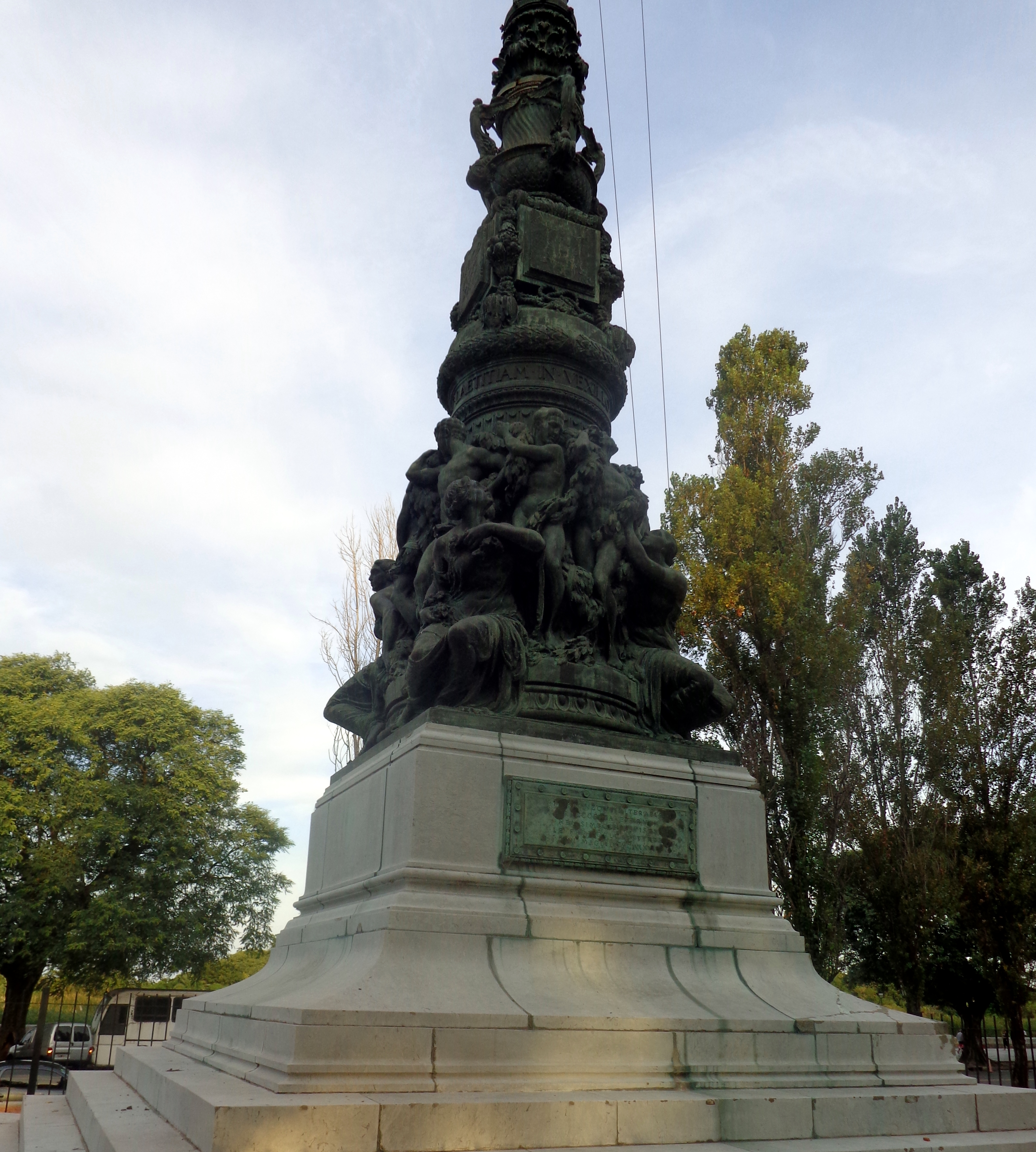
Antena Monumental o Mástil de los Italianos.

El Mástil de los Italianos o Antena Monumental es una escultura situada en medio del bulevar Héctor Oesterheld, en el barrio de Puerto Madero, en Buenos Aires, Argentina. Inaugurado en 1927, fue donado por la colectividad italiana en homenaje a la visita del príncipe Humberto de Saboya a Argentina. Fue diseñado por Gaetano Moretti y Giannino Castiglioni. Combina mármol de Carrara, esculturas alegóricas y una columna de bronce coronada por un yelmo dorado.
Su diseño comenzó en Lierna, en el lago de Como y se compone de un gran cono que en su base se va estrechando hasta su extremo superior. Su construcción comenzó el 1925 con la colocación de la primera de las diez secciones que componen el monumento, la última de las cuales se instaló el 21 de enero de 1927. Con el tiempo, sufrió daños por filtraciones, vandalismo y el robo de la antena. En 2000, fue restaurado bajo la dirección de Carlos Toto, reparando anclajes, esculturas y la base de mármol.
El 18 de abril de 2000, el mástil fue reinaugurado, recuperando su esplendor como símbolo de la tradición italiana y el vínculo con Argentina.

## Historia y descripción
Se halla en el centro del cantero Héctor Oesterheld, que queda entre la avenida de los Italianos y la avenida Intendente Hernán M. Giralt, y los boulevares Macacha Güemes y Azucena Villaflor, en Puerto Madero. Es una obra del arquitecto Gaetano Moretti (1860-1938), reconocido restaurador del Campanile de San Marcos en Venecia, y del escultor Giannino Castiglioni (1884-1971), quien dejó su huella en importantes obras en Italia y Uruguay. Fue donado por la colectividad italiana en Argentina en homenaje a la visita del príncipe Humberto de Saboya a la Argentina en 1924 (siendo entonces presidente de la Argentina Marcelo Torcuato de Alvear). Moretti diseñó el mástil inspirado en los de Venecia, símbolo de la tradición marinera y del comercio veneciano. Inaugurado el 11 de noviembre de 1927, el monumento tiene una altura aproximada de 40 metros y combina una base de mármol de Carrara con esculturas alegóricas (hombres, mujeres y niños entrelazados) que rodean una columna de bronce, con una antena de hierro coronada por un yelmo dorado.

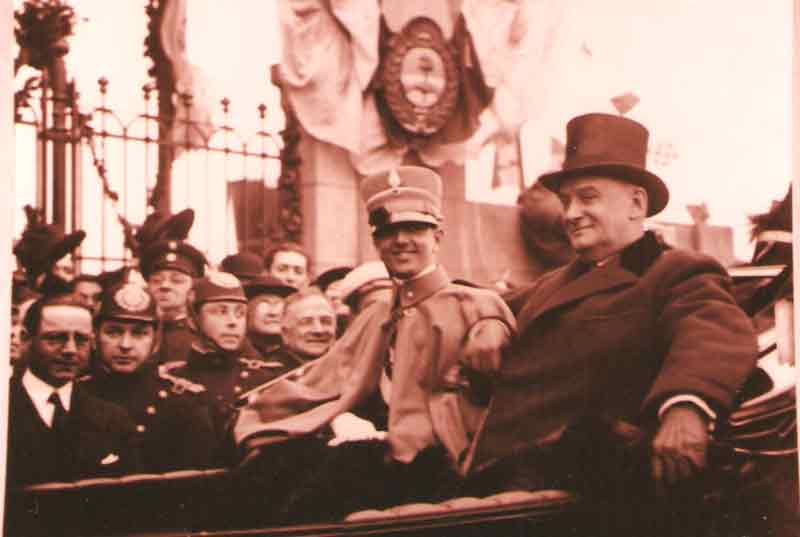
El príncipe heredero de Italia, Humberto de Saboya es recibido en el puerto de Buenos Aires por el presidente Marcelo Torcuato de Alvear, en agosto de 1924

Con el paso del tiempo, el mástil sufrió un importante deterioro. La base del yelmo se debilitó, permitiendo la filtración de agua, lo que dañó los anclajes y el grupo escultórico. Además, fue víctima de vandalismo, incluyendo pintadas y el robo de la antena. Para revertir esta situación, en el año 2000 se implementó un plan de restauración financiado por la Corporación Antiguo Puerto Madero, bajo la dirección de Carlos Toto, entonces responsable de Monumentos y Obras de Arte del gobierno porteño.
Las tareas incluyeron la remoción de los anclajes oxidados, que habían provocado rajaduras en las esculturas por el peso de la antena inclinada hasta 60 grados, así como la estabilización de la estructura. También se restauró y pulió la base de mármol, devolviéndole su esplendor original. Tras estos trabajos, el mástil fue reinaugurado oficialmente el 18 de abril de 2000, recuperando su lugar como un importante símbolo cultural y arquitectónico.
El mástil está firmado, figura el nombre del arquitecto, el del escultor y el de la fundición italiana de Milán: Arquitecto Gaetano Moretti/ Escultor Giannino Castiglioni, Milano/ Fonderia Artística Bataglia, Pogliani, Frigerio e Vechi, Milano.
Placas

Placa frontal: Nella agosto MCMXXIV Presidente della Repvblica/Marcello T. De Alvear il popolo argentino ospito/ il Principe Umberto Di Savoia con unanime/  insuperato entusiasmo gli italiani/ Presidenti nella Repvbblica che nel fatto me morabile/ videro prova trionfale della solidarita dei popoli/ elevarono qui la gloria del vesillo argentino 
(En agosto de 1924, siendo presidente de la República Marcelo T. de Alvear el pueblo argentino acogió al príncipe Umberto Di Savoia con unánime e insuperable entusiasmo de los italianos y el presidente de la República que en memorable acto manifestó la triunfal prueba de la solidaridad de los pueblos elevando aquí la gloria del estandarte argentino).

Placa: Il bronzo inalterabile raccoglie/eterna nei simboli le virtu/le pedi della stirpe/ XI novembre MCMXXVII. 
(El bronce inalterable recoge las virtudes y la base del linaje eterno en los símbolos).

Placa: Anno MCMXXIV y Anno MCМХХVII.

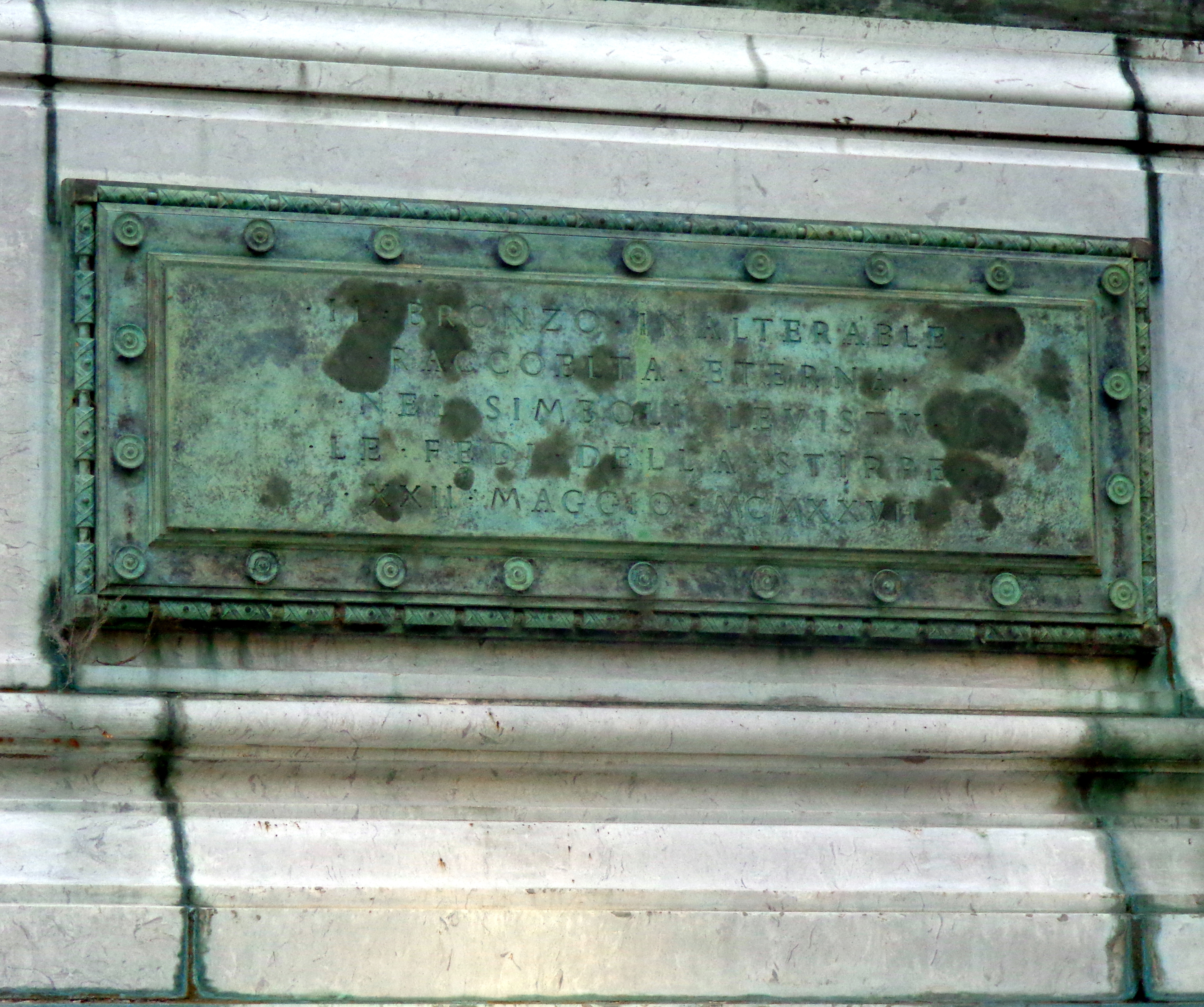
Il bronzo inalterabile raccoglie/eterna nei simboli le virtu/le pedi della stirpe/ XI novembre MCMXXVII

Rodeando el mástil en forma circular aparece la frase en latín: 

Amorem et laetitiam in vexilio populi signant
 (Los pueblos señalan el amor y la alegría en la bandera)